# Щодрковице

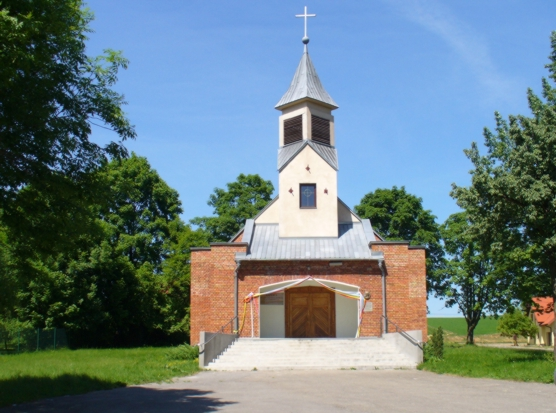
Часовня Божьего Милосердия

Щодркови́це (пол. Szczodrkowice) — село в Польше в сельской гмине Скала Краковского повета Малопольского воеводства.

## География
Село располагается в 5 км от административного центра гмины города Скала и в 16 км от административного центра воеводства города Краков. Село состоит из нескольких частей, имеющих собственное наименование: Домбки, Кольбушова, Копанина, Под-Нарамским и Загардле.
В 1975—1998 годах село входило в состав Краковского воеводства.

## Население
По состоянию на 2013 год в селе проживало 651 человека.
| 2008 | 2013 |
| ---- | ---- |
| 557  | 651  |

| Перепись  | Всего   | Всего | Женщины | Женщины | Мужчины | Мужчины |
| --------- | ------- | ----- | ------- | ------- | ------- | ------- |
| Единицы   | человек | %     | человек | %       | человек | %       |
| Население | 651     | 100   | 312     | 47,92   | 339     | 52,08   |

## Достопримечательности
- Часовня Божьего Милосердия.